# Misenói-fok
A Misenói-fok (olaszul Capo Miseno) a Pozzuoli- és a Gaetai-öböl közötti határt jelöli. A Flegrei-félsziget nyugati végében található. A fokkal átellenben, délnyugatra fekszik Procida szigete. A fokot Misenusról, Hector társáról és Aeneas kürtöséről nevezték el. Mint azt Vergilius az Aeneis eposzban elmeséli, Misenus a kikötő közelében fulladt meg, miután kürtölési versenybe szállt Triton tengeri istennel.

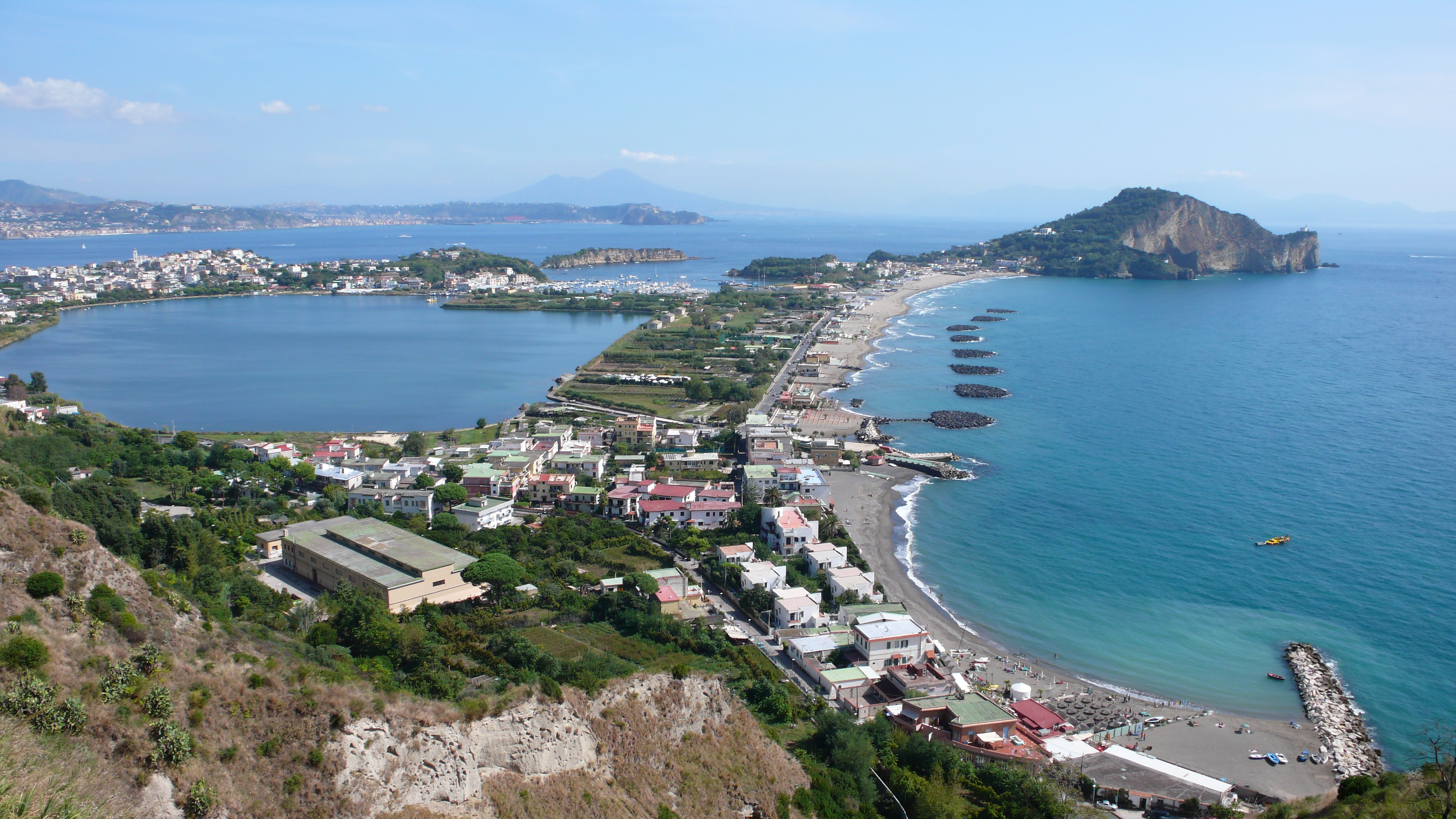
A Misenói-fok, a Miliscola strand és Miseno-tó

A fok mögötti tavakban (Lucrinói-tó, Avernói-tó) kialakított kikötőkben (Misenum) állomásozott a római nyugati flotta.